# Undibacterium seohonense
Undibacterium seohonense es una bacteria gramnegativa del género Undibacterium. Fue descrita en el año 2014. Su etimología hace referencia al lago Seoho, en Corea del Sur. Es aerobia y móvil por flagelo polar. Tiene un tamaño de 0,7-1 μm de ancho por 1,5-2,5 μm de largo. Forma colonias traslúcidas, convexas y de color cremoso en agar R2A tras 48 horas de incubación. También crece en agar NA, pero no en LB, TSA ni MacConkey. Catalasa negativa y oxidasa positiva. Temperatura de crecimiento entre 10-30 °C, óptima de 28 °C. Se ha aislado del lago Seoho en Suwon, Corea del Sur.